# UCI Women’s World Tour 2021
UCI Women’s World Tour 2021 – 6. edycja cyklu wyścigów kolarskich UCI Women’s World Tour.
W kalendarzu 6. edycji cyklu UCI Women’s World Tour znalazło się początkowo 25 wyścigów (18 jednodniowych i 7 wieloetapowych) rozgrywanych między 30 stycznia a 23 października 2021. Ostatecznie wyścigi Cadel Evans Great Ocean Road Race, Vuelta al País Vasco, RideLondon Classique, Open de Suède Vårgårda, Tour of Chongming Island oraz Tour of Guangxi zostały jednak odwołane.

## Kalendarz
Opracowano na podstawie:
| UCI Women’s World Tour 2021 | UCI Women’s World Tour 2021 | UCI Women’s World Tour 2021              | UCI Women’s World Tour 2021 | UCI Women’s World Tour 2021           | UCI Women’s World Tour 2021                                | UCI Women’s World Tour 2021                                | UCI Women’s World Tour 2021 |
| Data                        | Państwo                     | Wyścig                                   | Kat.                        | Zwyciężczyni                          | Drugie miejsce                                             | Trzecie miejsce                                            |                             |
| --------------------------- | --------------------------- | ---------------------------------------- | --------------------------- | ------------------------------------- | ---------------------------------------------------------- | ---------------------------------------------------------- | --------------------------- |
| 30 sty                      | Australia                   | Cadel Evans Great Ocean Road Race Women  | 1.WWT                       | odwołany                              |                                                            |                                                            |                             |
| 6 mar                       | Włochy                      | Strade Bianche Donne                     | 1.WWT                       | Chantal van den Broek-Blaak (SD Worx) | Elisa Longo Borghini (Trek-Segafredo)                      | Anna van der Breggen (SD Worx)                             |                             |
| 21 mar                      | Włochy                      | Trofeo Alfredo Binda-Comune di Cittiglio | 1.WWT                       | Elisa Longo Borghini (Trek-Segafredo) | Marianne Vos (Jumbo-Visma Women Team)                      | Cecilie Uttrup Ludwig (FDJ-Nouvelle Aquitaine-Futuroscope) |                             |
| 25 mar                      | Belgia                      | Classic Brugge-De Panne                  | 1.WWT                       | Grace Brown (Team BikeExchange)       | Emma Norsgaard (Movistar Team)                             | Jolien D’Hoore (SD Worx)                                   |                             |
| 28 mar                      | Belgia                      | Gandawa-Wevelgem                         | 1.WWT                       | Marianne Vos (Jumbo-Visma Women Team) | Lotte Kopecky (Liv Racing)                                 | Lisa Brennauer (Ceratizit-WNT Pro Cycling)                 |                             |
| 4 kwi                       | Belgia                      | Ronde van Vlaanderen voor Vrouwen        | 1.WWT                       | Annemiek van Vleuten (Movistar Team)  | Lisa Brennauer (Ceratizit-WNT Pro Cycling)                 | Grace Brown (Team BikeExchange)                            |                             |
| 18 kwi                      | Holandia                    | Amstel Gold Race                         | 1.WWT                       | Marianne Vos (Jumbo-Visma Women Team) | Demi Vollering (SD Worx)                                   | Annemiek van Vleuten (Movistar Team)                       |                             |
| 21 kwi                      | Belgia                      | La Flèche Wallonne Féminine              | 1.WWT                       | Anna van der Breggen (SD Worx)        | Katarzyna Niewiadoma (Canyon-SRAM Racing)                  | Elisa Longo Borghini (Trek-Segafredo)                      |                             |
| 25 kwi                      | Belgia                      | Liège-Bastogne-Liège Femmes              | 1.WWT                       | Demi Vollering (SD Worx)              | Annemiek van Vleuten (Movistar Team)                       | Elisa Longo Borghini (Trek-Segafredo)                      |                             |
| 14 – 16 maja 2021           | Hiszpania                   | Itzulia Women                            | 2.WWT                       | odwołany                              |                                                            |                                                            |                             |
| 20 – 23 maja 2021           | Hiszpania                   | Vuelta a Burgos Féminas                  | 2.WWT                       | Anna van der Breggen (SD Worx)        | Annemiek van Vleuten (Movistar Team)                       | Demi Vollering (SD Worx)                                   |                             |
| 30 maj                      | Wielka Brytania             | RideLondon Classique                     | 1.WWT                       | odwołany                              |                                                            |                                                            |                             |
| 26 cze                      | Francja                     | La Course by Le Tour de France           | 1.WWT                       | Demi Vollering (SD Worx)              | Cecilie Uttrup Ludwig (FDJ-Nouvelle Aquitaine-Futuroscope) | Marianne Vos (Jumbo-Visma Women Team)                      |                             |
| 31 lip                      | Hiszpania                   | Donostia San Sebastian Klasikoa          | 1.WWT                       | Annemiek van Vleuten (Movistar Team)  | Ruth Winder (Trek-Segafredo)                               | Tatiana Guderzo (Alé BTC Ljubljana)                        |                             |
| 7 sie                       | Szwecja                     | Open de Suède Vårgårda TTT               | 1.WWT                       | odwołany                              |                                                            |                                                            |                             |
| 8 sie                       | Szwecja                     | Open de Suède Vårgårda                   | 1.WWT                       | odwołany                              |                                                            |                                                            |                             |
| 12 – 15 sierpnia 2021       | Norwegia                    | Ladies Tour of Norway                    | 2.WWT                       | Annemiek van Vleuten (Movistar Team)  | Ashleigh Moolman-Pasio (SD Worx)                           | Kristen Faulkner (Tibco-Silicon Valley Bank)               |                             |
| 24 – 29 sierpnia 2021       | Holandia                    | Holland Ladies Tour                      | 2.WWT                       | Chantal van den Broek-Blaak (SD Worx) | Marlen Reusser (Alé BTC Ljubljana)                         | Ellen van Dijk (Trek-Segafredo)                            |                             |
| 30 sie                      | Francja                     | Classic Lorient Agglomération            | 1.WWT                       | Elisa Longo Borghini (Trek-Segafredo) | Gladys Verhulst (Arkéa Pro Cycling Team)                   | Kristen Faulkner (Tibco-Silicon Valley Bank)               |                             |
| 2 – 5 września 2021         | Hiszpania                   | La Vuelta Femenina                       | 2.WWT                       | Annemiek van Vleuten (Movistar Team)  | Marlen Reusser (Alé BTC Ljubljana)                         | Elise Chabbey (Canyon-SRAM Racing)                         |                             |
| 2 paź                       | Francja                     | Paryż-Roubaix Femmes                     | 1.WWT                       | Lizzie Deignan (Trek-Segafredo)       | Marianne Vos (Jumbo-Visma Women Team)                      | Elisa Longo Borghini (Trek-Segafredo)                      |                             |
| 4 – 9 października 2021     | Wielka Brytania             | Tour of Britain Women                    | 2.WWT                       | Demi Vollering (SD Worx)              | Juliette Labous (Team DSM)                                 | Clara Copponi (FDJ-Nouvelle Aquitaine-Futuroscope)         |                             |
| 14 – 16 października 2021   | Chiny                       | Tour of Chongming Island                 | 2.WWT                       | odwołany                              |                                                            |                                                            |                             |
| 19 paź                      | Chiny                       | Tour of Guangxi Women                    | 1.WWT                       | odwołany                              |                                                            |                                                            |                             |
| 23 paź                      | Holandia                    | Ronde van Drenthe                        | 1.WWT                       | Lorena Wiebes (Team DSM)              | Elena Cecchini (SD Worx)                                   | Eleonora Gasparrini (Valcar-Travel & Service)              |                             |

## Zespoły
W sezonie 2021 w dywizji UCI Women’s WorldTeam znalazło się 9 zespołów:
| translation for headoftableIII_translate index 58 not found (9)- Alé BTC Ljubljana - Canyon-SRAM Racing - FDJ-Nouvelle Aquitaine-Futuroscope - Team BikeExchange - Liv Racing - Movistar Team - Team DSM - SD Worx - Trek-Segafredo |
| |